# Eddy De Pauw
Eddy De Pauw (8 juni 1960) is een voormalige Belgische atleet, die gespecialiseerd was in lange afstand en het veldlopen. Hij nam acht maal deel aan de wereldkampioenschappen veldlopen en werd daarbij in 1979 wereldkampioen bij de junioren. Hij veroverde op drie nummers in totaal drie Belgische titels.

## Biografie

### Successen als junior
De Pauw nam als junior driemaal deel aan de wereldkampioenschappen veldlopen voor junioren. Hij werd in 1978 negende en het jaar nadien wereldkampioen. Dat jaar werd hij op de 5000 m tweede op de Europese kampioenschappen voor junioren.

### Geen grote doorbraak bij de senioren
In 1980 werd De Pauw als eerste jaar senior 38ste op de WK veldlopen en veroverde brons in het landenklassement. In hetzelfde jaar liep hij sterke tijden op de 5000 en de 10.000 m, maar werd niet geselecteerd voor de Olympische Spelen in Moskou.
Daarna sukkelde De Pauw van de ene blessure in de andere. Hij draaide nog mee in de Belgische top en kon zich nog enkele malen plaatsen voor de WK veldlopen. In 1985 werd hij Belgisch kampioen op de 5000 m. Het jaar nadien in het veldlopen. In 1987 behaalde hij de titel op de 10.000 m.

### Clubs
De Pauw was aangesloten bij Zuid-Oostvlaamse Atletiek Vereniging (ZOVA)

## Kampioenschappen

### Internationale kampioenschappen
| Onderdeel | Titel                   | Jaar |
| --------- | ----------------------- | ---- |
| veldlopen | wereldkampioen junioren | 1979 |

### Belgische kampioenschappen
| Onderdeel | Jaar |
| --------- | ---- |
| 5000 m    | 1985 |
| 10.000 m  | 1987 |
| veldlopen | 1986 |

## Persoonlijke records
| Onderdeel | Prestatie | Datum           | Plaats    |
| --------- | --------- | --------------- | --------- |
| 1500 m    | 3.41,3    | 16 juli 1986    | Kessel-Lo |
| 1 mijl    | 3.59,9    | 28 juli 1987    | Ninove    |
| 2000 m    | 5.07,56   | 7 augustus 1988 | Duffel    |
| 3000 m    | 7.53,4    | 3 augustus 1979 | Bornem    |
| 5000 m    | 13.35,2   | 31 juli 1980    | Leuven    |
| 10.000 m  | 28.32,0   | 15 juli 1980    | Brussel   |

## Palmares

### 5000 m
- 1979:  in EK junioren in Bydgoszcz -13.52,19
- 1982:  BK AC – 13.52,29
- 1985:  BK AC - 14.05,96

### 10.000 m
- 1981:  BK AC - 29.14,55
- 1987:  BK AC - 28.42,80

### veldlopen
- 1977: 25e WK junioren in Düsseldorf
- 1978: 9e WK junioren  in Glasgow
- 1979:  WK junioren in Limerick
- 1980: 38e WK in Parijs
- 1980:  landenklassement WK
- 1982: 62e WK in Rome
- 1985: 51e WK in Lissabon
- 1986:  BK in Waregem
- 1986: 58e WK in Neuchâtel
- 1987:  BK in Mol
- 1987: 64e WK in Warschau
- 1991: 104e WK in Antwerpen